# 2С25
2С25 «Спрут-СД» (индекс ГАБТУ — объект 952) — российская авиадесантная самоходная противотанковая пушка/лёгкий плавающий танк.
Разработана в конструкторском бюро Волгоградского тракторного завода и екатеринбургском ОКБ-9 под научным руководством климовского Центрального научно-исследовательского института точного машиностроения (ЦНИИТочМаш). Главный конструктор шасси — А. В. Шабалин, 125-мм орудия 2А75 — В. И. Наседкин. САУ 2С25 «Спрут-СД» предназначена для борьбы с танками и другой бронетехникой и живой силой противника в составе подразделений воздушно-десантных войск и морской пехоты.

## История создания

### Предпосылки к созданию
К концу 1960-х годов на вооружении Советской армии ВС СССР находились плавающие танки ПТ-76. (По защищенности ПТ-76 соответствовал лёгким танкам.) Этими танками вооружались в основном разведывательные подразделения сухопутных войск, а также линейные части морской пехоты. С принятием в 1966 году на вооружение боевой машины пехоты БМП-1 целесообразность дальнейшего использования танков ПТ-76 была поставлена под сомнение, однако, по мнению маршала А. А. Гречко отказываться от техники такого класса было нельзя. Кроме того, эффективность такого класса вооружения как лёгкий плавающий танк была подтверждена опытом использования танков ПТ-76 в ходе арабо-израильских войн. Поэтому в восьмилетний план научно-исследовательских опытно-конструкторских работ была включена разработка нового лёгкого плавающего танка, превосходящего по своим характеристикам танк ПТ-76Б и его зарубежные аналоги. К началу 1980-х годов было разработано несколько моделей нового танка и, в частности, лёгкий танк «Объект 934». 21 февраля 1980 года на совещании Военно-технического совета Министерства обороны СССР было принято решение о закрытии работ по новому лёгкому танку в связи с началом работ по новой боевой машине пехоты «Объект 688».
К середине 1980-х годов на вооружение стран НАТО начали поступать танки M60A3, M1, «Леопард 2» и «Челленджер». На вооружении ВДВ СССР к тому времени находились БМД-1 и БТР-РД «Робот», которые были не в состоянии эффективно воевать против новых основных танков вероятного противника. В то же время с принятием на вооружение самолётов Ил-76 существенно повысились возможности военно-транспортной авиации СССР — максимальная грузоподъёмность выросла до 40 т при массе десантируемого груза до 20 т. В сложившихся условиях потенциал модернизации машин типа БМД-1 и БТР-Д был исчерпан, так как ВДВ получили возможность использовать более тяжёлые боевые машины с одновременным повышением защищённости и огневой мощи. 3 ЦНИИ была разработана концепция развития военной техники ВДВ, в основу которой были заложены базовые шасси с грузоподъёмностью 3,5 и 6 тонн соответственно. Кроме того, в развитии систем вооружения ВДВ предусматривалось создание десантируемой самоходной противотанковой пушки, способной эффективно бороться с основными танками стран НАТО.

### Предварительные проработки
Предварительно в 1982 году ЦНИИТочМаш провёл научно-исследовательскую работу по созданию лёгкой самоходной противотанковой пушки калибра 125 мм. В ходе работ был изготовлен макетный образец САУ на базе боевой машины пехоты БМП-2, подтвердивший принципиальную возможность её создания. Результаты исследований стали основанием для протокола Комиссии Президиума Совета министров СССР от 29 июля 1983 года, в котором предписывалось проведение предварительных работ по оценке возможности разработки самоходной противотанковой пушки на базе узлов и агрегатов перспективной боевой машины десанта.
В ходе поиска базового шасси ЦНИИТочМаш пришёл к выводу о том, что для использования пригодно шасси лёгкого танка «Объект 934». В 1983 году один из трёх опытных образцов танка «Объект 934» был передан в ЦНИИТочМаш, где на его базе в период с 1983 по 1984 годы был изготовлен макетный образец 125-мм авиадесантной самоходной противотанковой пушки. Образец был изготовлен по классической башенной схеме, однако рассматривались также рубочный вариант и вариант с вынесенным вооружением. В 1984 году на полигоне в Кубинке были проведены опытные стрельбы, показавшие, что кучность стрельбы у орудия была не хуже, чем у танковых орудий, а нагрузки, действовавшие на экипаж и корпус орудия, не превышали допустимых величин. Полученные проработки легли в основу ОКР под наименованием «Спрут-СД» (индекс ГРАУ — 2С25).

### Испытания и принятие на вооружение
В 1984 году было утверждено тактико-техническое задание на создание 125-мм десантируемой самоходной противотанковой пушки «Спрут-СД», 20 октября 1985 года Решением военно-промышленной комиссии Совета министров СССР была официально начата разработка новой 125-мм СПТП для ВДВ СССР. В феврале 1986 года была начата разработка средств десантирования для САУ 2С25. Средства десантирования получили обозначение П260 и создавались на базе парашютно-реактивных средств П235, предназначавшихся для десантирования БМП-3. В период с 1990 по 1991 годы были проведены Государственные испытания САУ 2С25. Однако испытания системы П260 выявили её недостатки, основными из которых являлись: сложность в эксплуатации, высокая стоимость изготовления, сложность кассетного блока парашютно-реактивного тормозного двигателя. 30 мая 1994 года решением ВВС РФ, ВДВ РФ и разработчика средств десантирования — московского завода «Универсал» — была отменена разработка парашютно-реактивных средств десантирования П260, этим же решением была начата разработка бесплатформенной системы десантирования П260М «Спрут-ПДС». В 2001 году были проведены дополнительные испытания САУ 2С25. 9 января 2006 года приказом Министра обороны Российской Федерации самоходная противотанковая пушка 2С25 была принята на вооружение Вооружённых сил России.

## Серийное производство и модификации
Помимо основного варианта САУ «Спрут-СД» для ВДВ, разрабатывался также и вариант 125-мм самоходной противотанковой пушки для сухопутных войск, получивший наименование «Спрут-ССВ». В отличие от «Спрут-СД», «Спрут-ССВ» не имела возможности десантирования, а в качестве базового использовалось лёгкое многоцелевое шасси «Планер», разработанное в конструкторском бюро Харьковского тракторного завода и предназначенное для замены в сухопутных войсках гусеничных тягачей МТ-ЛБ и МТ-ЛБу. Работы по созданию СПТП «Спрут-ССВ» дальше изготовления и испытаний опытных образцов не продвинулись. 

Кроме гусеничного варианта, для сухопутных войск под наименованием «Спрут-К» также прорабатывался вариант размещения боевого отделения САУ 2С25 на колёсной базе бронетранспортёра БТР-90, однако и этот вариант на вооружение ВС РФ принят не был.
|                                      | 2С25     | 2С25М   |
| ------------------------------------ | -------- | ------- |
| Начало серийного производства        | 2005     | опытная |
| Боевая масса, т                      | 18       | 18      |
| Индекс орудия                        | 2А75     | 2А75    |
| Калибр орудия, мм                    | 125      | 125     |
| Калибр спаренного пулемёта, мм       | 7,62     | 7,62    |
| Калибр зенитного пулемёта, мм        | —        | 7,62    |
| Тепло-телевизионный прицел           | нет      | есть    |
| Модель двигателя                     | 2В-06-2С | УТД-29  |
| Мощность двигателя, л. с.            | 510      | 500     |
| Максимальная скорость по шоссе, км/ч | 70       | 70      |
| Максимальная скорость на плаву, км/ч | 9        | 7       |

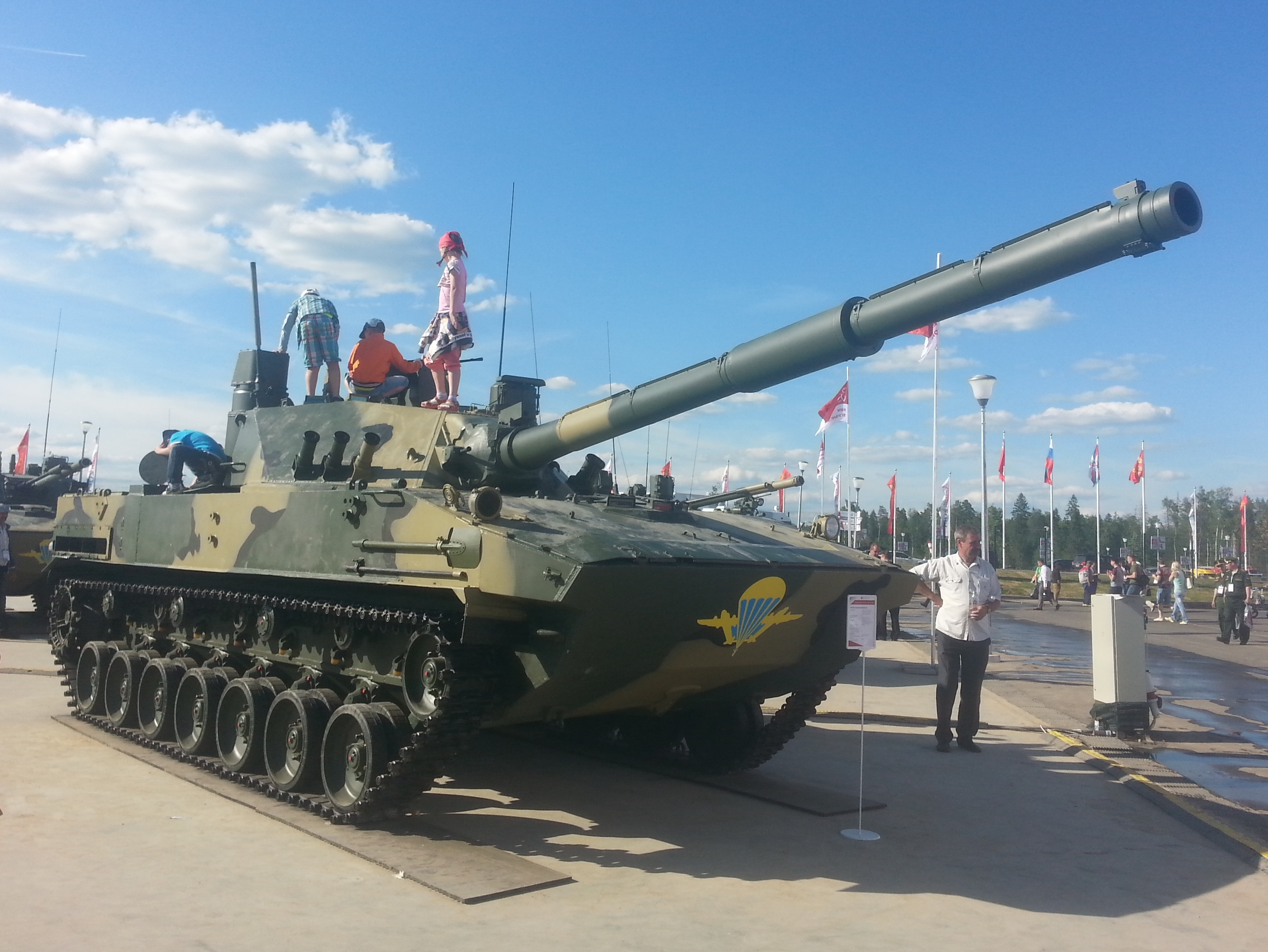
Спрут-СДМ1 на выставке Армия 2015

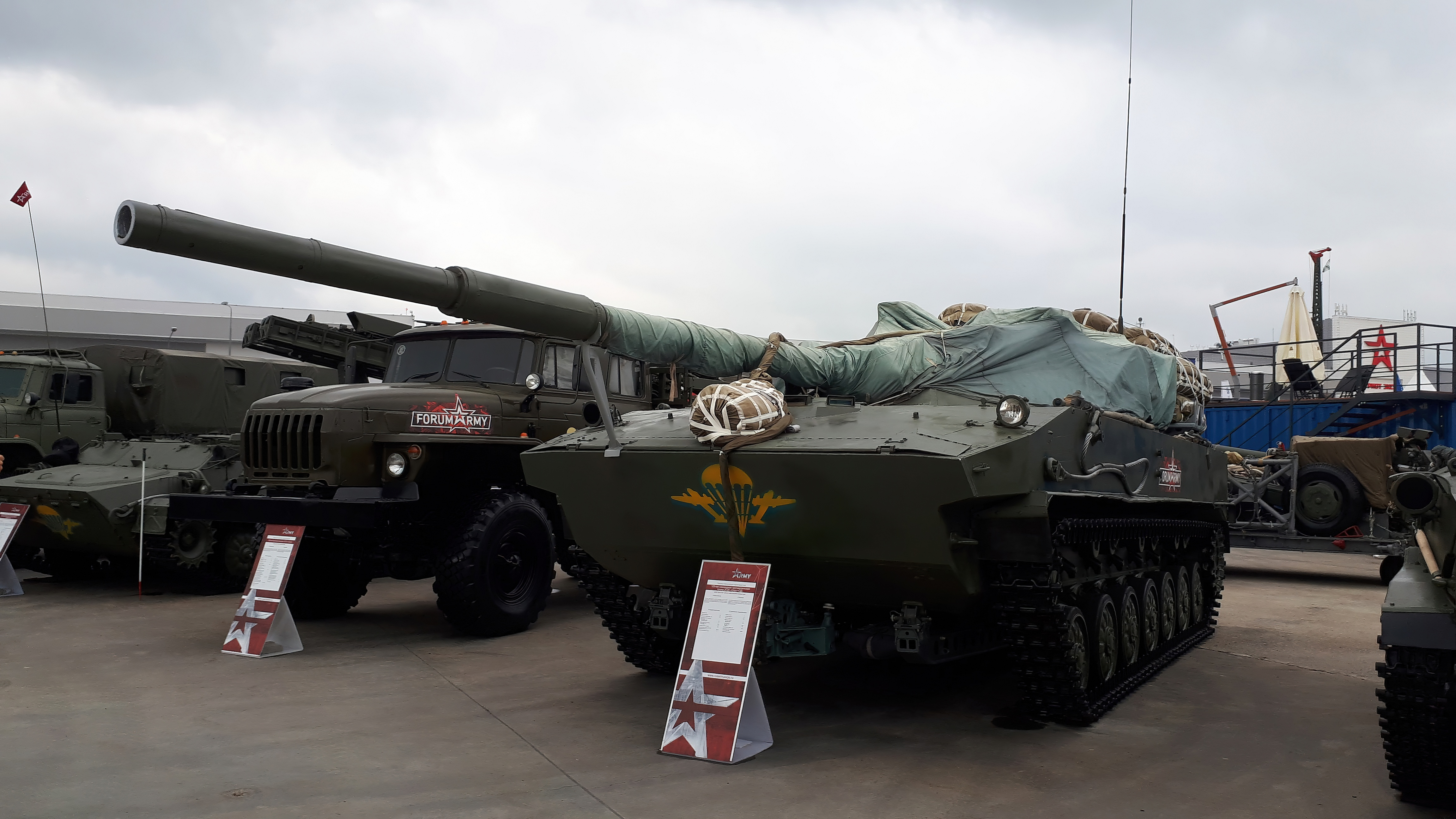
Спрут-СД на выставке Армия-2021

Серийное производство СПТП 2С25 было развёрнуто в 2005 году (то есть до официального принятия на вооружение) на Волгоградском тракторном заводе и велось вплоть до 2010 года, после чего было остановлено для дальнейшей модернизации САУ «Спрут-СД». 

К июню 2015 года концерном «Тракторные заводы» был собран первый опытный образец СПТП «Спрут-СДМ-1». После завершения модернизации планируется продолжить серийное производство «Спрут-СД» для нужд Министерства обороны России.

## Описание конструкции

### Броневой корпус и башня

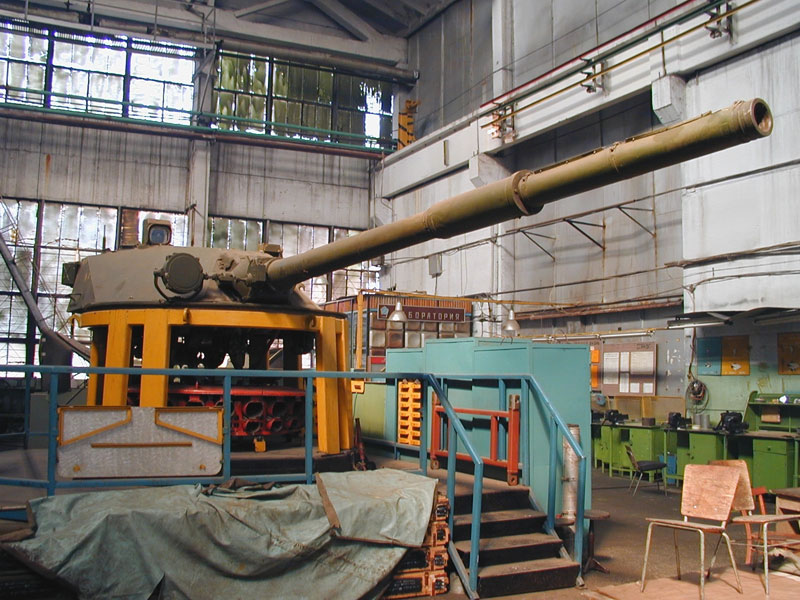
Боевое отделение САУ 2С25 на стапеле в цехе Волгоградского тракторного завода

Шасси СПТП 2С25 сохранило геометрию и компоновочные решения лёгкого танка «Объект 934». Корпус выполнен из сварных листов броневого алюминия. В передней части корпуса по центру расположено отделение управления с рабочим местом механика-водителя. Справа от механика-водителя установлено место командира, слева — наводчика СПТП на марше и при десантировании. В средней части корпуса расположено боевое отделение, на крыше корпуса установлен поворотный погон диаметром в свету 2340 мм с вращающейся башней и боевым отделением. В боевом отделении размещены рабочие места наводчика и командира САУ, механизированные укладки и автомат заряжания пушки. В задней части корпуса находится моторно-трансмиссионное отделение с силовой установкой. Бронирование лобовых проекций башни и корпуса усилено стальными накладками и обеспечивает экипажу защиту от пуль калибра 12,7-мм в секторе ±40°, а также круговую защиту от пуль калибра 7,62-мм и осколков артиллерийских снарядов.

### Вооружение
Основным вооружением СПТП 2С25 является 125-мм гладкоствольная пушка 2А75, представляющая собой модифицированную версию танковой пушки 2А46 и её модификаций. Первоначально орудие планировалось оснастить дульным тормозом для уменьшения силы сопротивления откату, однако в результате проблема отдачи орудия при стрельбе была решена увеличением длины отката до 740 мм, а также использованием механизмов гидропневматической подвески шасси для поглощения остаточного импульса отдачи орудия. Масса орудия составляет 2350 кг. Пушка стабилизирована в двух плоскостях и снабжена автоматом заряжания, обеспечивающим максимальную скорострельность до 12 выстрелов в минуту. Автомат заряжания включает в себя конвейерный механизм, в котором размещаются 22 кассеты с выстрелами, цепной механизм подъёма кассет, цепной досылатель и механизм удаления стреляных гильз из боевого отделения. Стрельба из орудия может вестись с грунта в диапазоне углов от −7 до +15° по вертикали при стрельбе вперёд и от −3 до +17° — при стрельбе назад. Кроме того, САУ «Спрут-СД» способна вести огонь на плаву в диапазоне ±35° по горизонту. Возимый боекомплект САУ 2С25 составляет 40 выстрелов. Дополнительно с орудием спарен 7,62-мм пулемёт ПКТ с боекомплектом в 2000 патронов в одной ленте.
Боекомплект САУ «Спрут-СД» унифицирован с танковыми пушками типа 2А46. Для стрельбы могут применяться осколочно-фугасные, кумулятивные, бронебойные подкалиберные и управляемые снаряды. В штатный боекомплект входят 20 осколочно-фугасных, 14 бронебойно-подкалиберных и 6 кумулятивных (или управляемых) выстрелов. Бронебойно-подкалиберные выстрелы 3ВБМ17 обеспечивают пробитие до 230 мм гомогенной броневой стали, расположенной под углом в 60°, на дальности 2000 м, кумулятивные 3ВБК25 — до 300 мм, управляемые 3УБК20 — до 375 мм.
Номенклатура боеприпасов
| Таблица ТТХ основных выстрелов, используемых для стрельбы из САУ 2С25 |                |               |                    |                   |                  |                           |
| Индекс выстрела                                                       | Индекс снаряда | Индекс заряда | Масса выстрела, кг | Масса снаряда, кг | Масса заряда, кг | Бронепробиваемость, мм/…° |
| Бронебойные подкалиберные снаряды                                     |                |               |                    |                   |                  |                           |
| 3ВБМ3                                                                 | 3БМ9/3БМ10     | 4Ж40          | 19,6               | 5,67              | 5,0/5,0+3,4      | 140/60°                   |
| 3ВБМ6                                                                 | 3БМ12/3БМ13    | 4Ж40          | 19,6               | 5,67              | 5,0/5,0+3,4      | 150/60°                   |
| 3ВБМ7                                                                 | 3БМ15/3БМ16    | 4Ж40          | 20,0               | 5,9               | 5,0/5,0+3,4      | 150/60°                   |
| 3ВБМ8                                                                 | 3БМ17/3БМ18    | 4Ж40          | 20,0               | 5,9               | 5,0/5,0+3,4      | 150/60°                   |
| 3ВБМ9                                                                 | 3БМ22/3БМ23    | 4Ж40          | 20,2               | 6,55              | 5,0/5,0+3,4      | 170/60°                   |
| 3ВБМ11                                                                | 3БМ26/3БМ27    | 4Ж63          | 20,43              | 7,05              | 5,3/5,3+2,9      | 200/60°                   |
| 3ВБМ12                                                                | 3БМ29/3БМ30    |               |                    |                   |                  | 210/60°                   |
| 3ВБМ13                                                                | 3БМ32/3БМ38    | 4Ж63          | 20,55              | 7,05              | 5,3/5,3+2,9      | 250/60°                   |
| 3ВБМ17                                                                | 3БМ42/3БМ44    | 4Ж63          | 20,4               | 7,05              | 5,3/5,3+2,9      | 230/60°                   |
| Бронебойные кумулятивные снаряды                                      |                |               |                    |                   |                  |                           |
| 3ВБК7                                                                 | 3БК12(М)       | 4Ж40          | 29,0               | 19,0              | 5,0              | 220/60°                   |
| 3ВБК10                                                                | 3БК14(М)       | 4Ж40          | 29,0               | 19,0              | 5,0              | 220/60°                   |
| 3ВБК16                                                                | 3БК18(М)       | 4Ж40          | 29,0               | 19,0              | 5,0              | 260/60°                   |
| 3ВБК25                                                                | 3БК29(М)       | 4Ж52          | 28,4               | 18,4              | 10,0             | 300/60°                   |
| Осколочно-фугасные снаряды                                            |                |               |                    |                   |                  |                           |
| 3ВОФ22                                                                | 3ОФ19          | 4Ж40          | 33,0               | 23,0              | 5,0              | —                         |
| 3ВОФ36                                                                | 3ОФ26          | 4Ж40          | 33,0               | 23,0              | 5,0              | —                         |
| Управляемое вооружение                                                |                |               |                    |                   |                  |                           |
| Противотанковые управляемые ракеты                                    |                |               |                    |                   |                  |                           |
| 3УБК14                                                                | 9М119          | 9Х949         | 23,3               | 16,5              | 7,1              | 325—375/60°               |
| 3УБК20                                                                | 9М119М         | 9Х949         | 24,3               | 17,2              | 7,1              | 325—375/60°               |
| Фугасные управляемые ракеты                                           |                |               |                    |                   |                  |                           |
| 3УБК14Ф                                                               | 9М119Ф         | 9Х949         | 23,6               | 16,5              | 7,1              | —                         |
| 3УБК14Ф1                                                              | 9М119Ф1        | 9Х949         | 23,3               | 16,5              | 6,8              | —                         |

Снаряды для СПТП 2С25 «Спрут-СД»
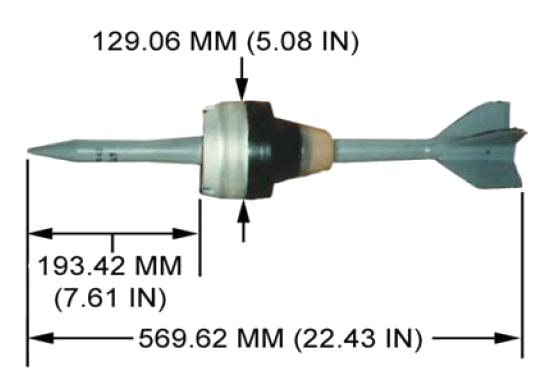
БПС 3БМ42
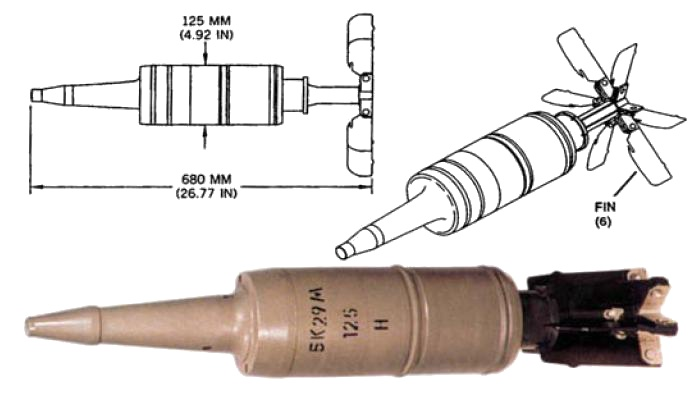
БКС 3БК29М
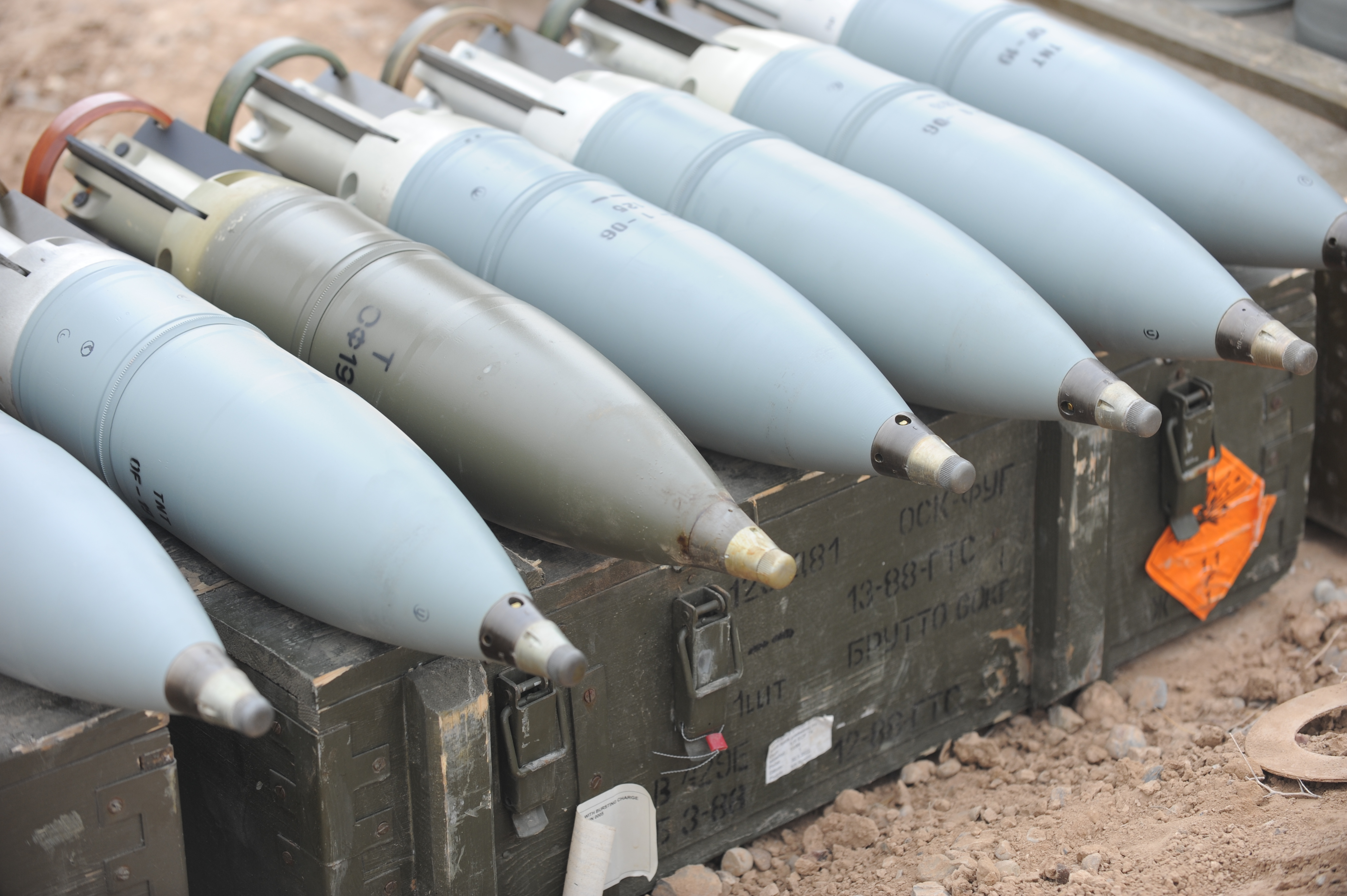
ОФС 3ОФ19
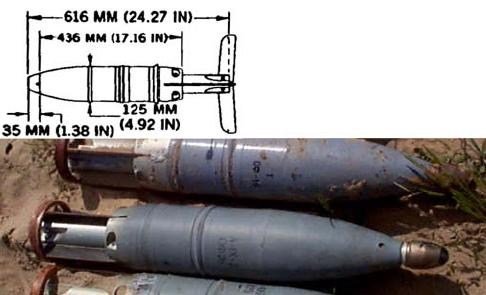
ОФС 3ОФ29
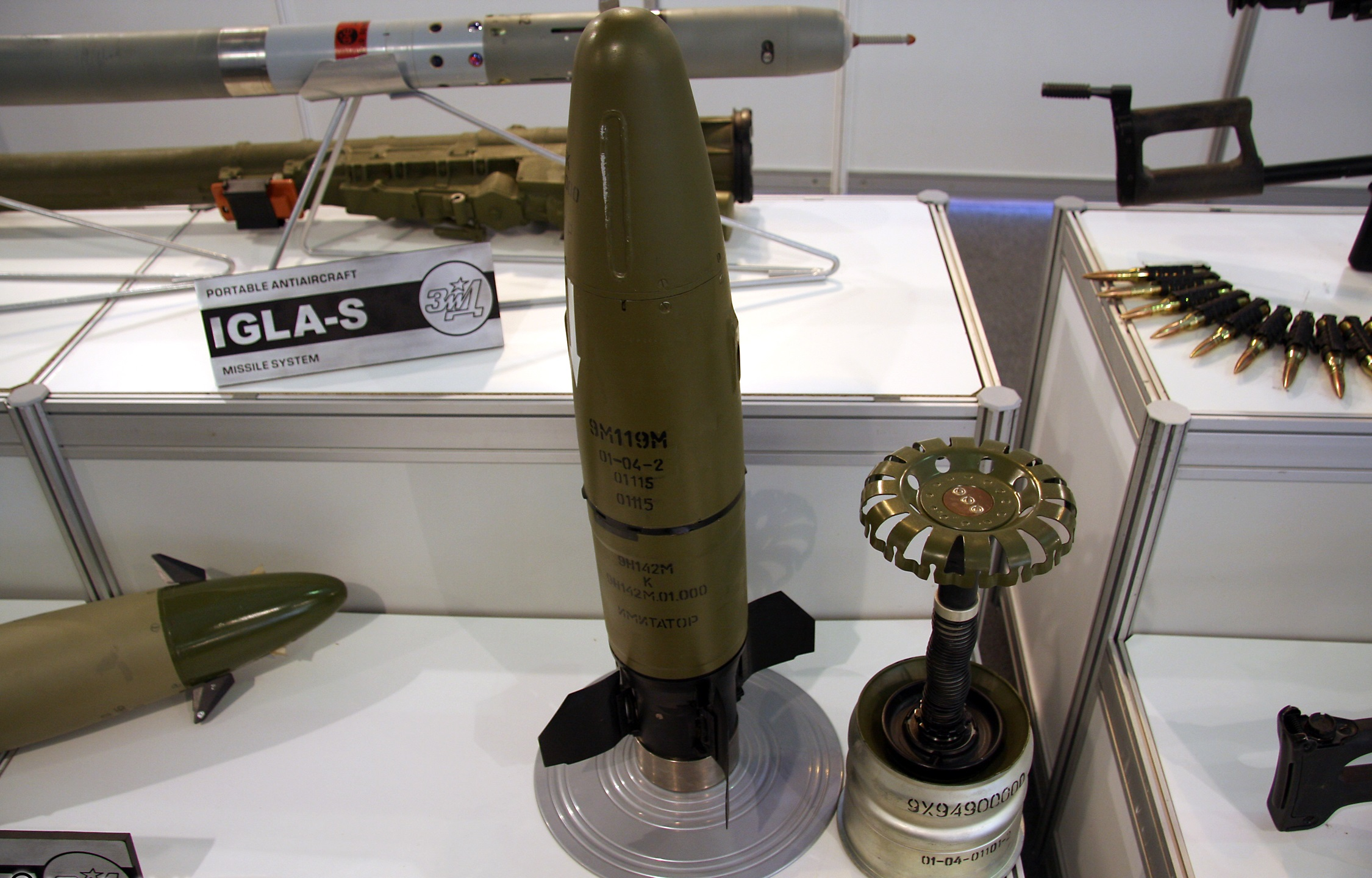
Кумулятивная ТУР 9М119М
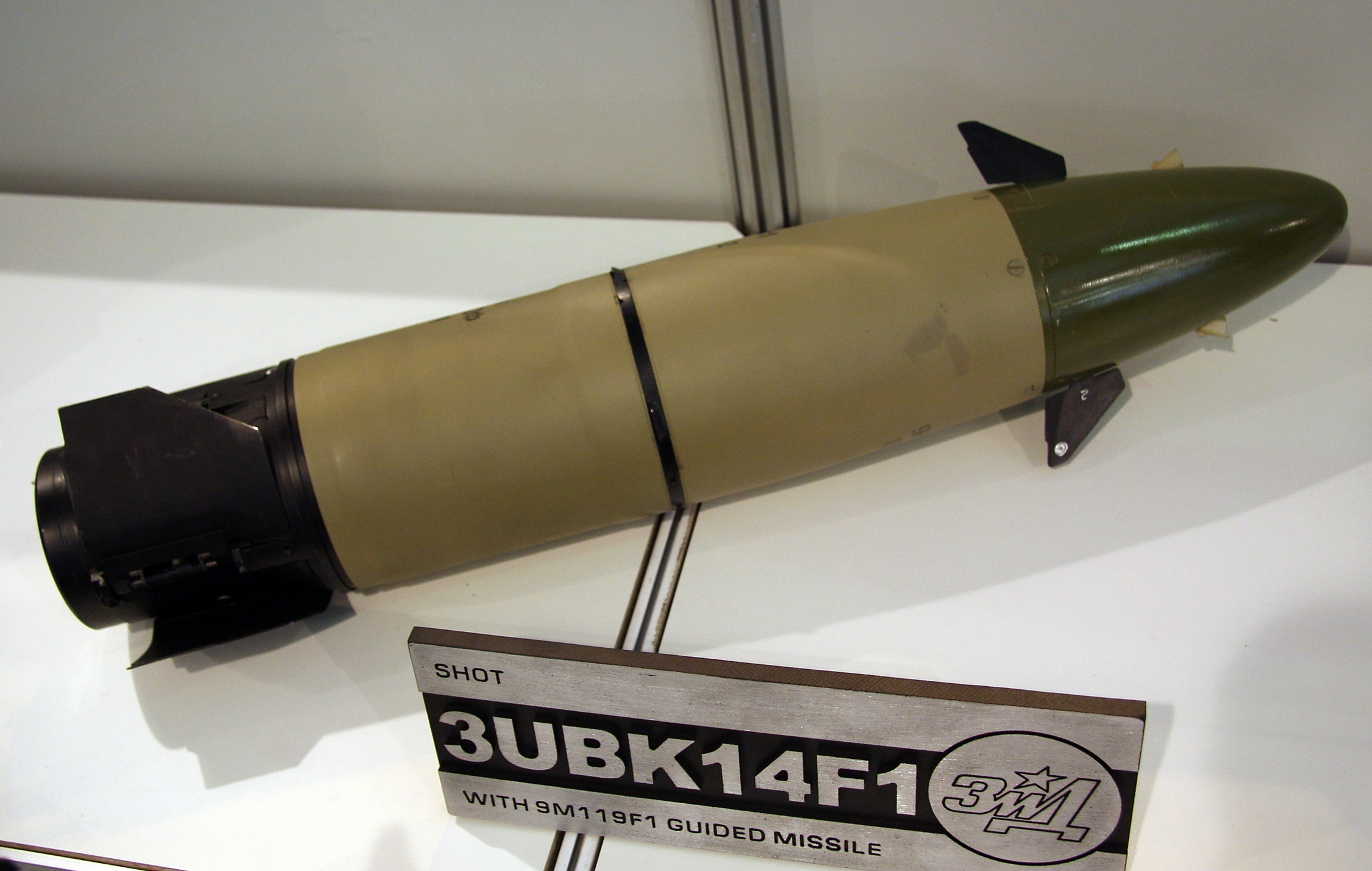
Фугасная ТУР 9М119Ф1

### Средства наблюдения и связи
Для наведения и осуществления стрельбы из орудия и спаренного с ним пулемёта рабочее место наводчика оборудовано дневным монокулярным перископическим прицелом 1А40М-1. Прицел оборудован встроенным дальномером и баллистическим вычислителем и позволяет измерять дальности до целей, вырабатывать угол бокового упреждения при стрельбе по движущимся целям, а также осуществлять наведение комплекса управляемого вооружения по лазерному лучу. Наибольшая прицельная дальность при стрельбе с использованием прицела 1А40М-1 составляет до 5 км осколочно-фугасными снарядами, до 4 км бронебойно-подкалиберными, кумулятивными и управляемыми снарядами и до 1,8 км при стрельбе из спаренного пулемёта. Для действий в ночных условиях САУ 2С25 снабжена ночным оптико-электронным комплексом ТО1-КО1Р с ночным прицелом наводчика ТПН-4Р. Дальность распознавания цели типа танк составляет до 1,5 км. Место командира оборудовано прицелом-прибором наведения командира 1К13-3С. Прибор 1К13-3С позволяет вести разведку и наведение орудия как в дневных, так и в ночных условиях, и включает в себя лазерный канал наведения управляемого вооружения, баллистический вычислитель и встроенный дальномер. По своим функциональным возможностям комплексы разведки и наведения командира и наводчика практически идентичны.
Внешняя радиосвязь поддерживается радиостанцией Р-173. Радиостанция работает в УКВ-диапазоне и обеспечивает устойчивую связь с однотипными станциями на расстоянии до 20 км в зависимости от высоты антенны обеих радиостанций. Переговоры между членами экипажа осуществляется через аппаратуру внутренней связи Р-174.

### Специальное оборудование
САУ 2С25 способна преодолевать водные препятствия вплавь без использования дополнительного оборудования. Для этого шасси самоходной артиллерийской установки оборудовано двумя водомётами, заслонки которых расположены в нижней части кормового листа корпуса. Для действий в условиях радиационного, химического или биологического заражения местности СПТП 2С25 оборудована системой защиты от оружия массового поражения. Для маскировки и постановки дымовых завес на кормовом листе башне САУ размещены два кронштейна с 6-ю гранатомётами системы 902В для стрельбы 81-мм дымовыми гранатами 3Д6.

### Двигатель и трансмиссия
В 2С25 устанавливается оппозитный 6-цилиндровый четырёхтактный дизельный двигатель 2В-06-2С мощностью 510 л.с. жидкостного охлаждения. Трансмиссия механическая, с гидротрансформатором, фрикционным переключением передач и гидрообъёмным механизмом поворота.

### Ходовая часть
Ходовая часть 2С25 представляет собой модифицированное шасси лёгкого танка «Объект 934». Ходовая часть состоит из семи пар одинарных обрезиненных опорных и шести пар поддерживающих катков. В задней части машины находятся ведущие колёса, в передней — направляющие. Гусеничная лента состоит из стальных двухгребневых звеньев с резино-металлическими шарнирами. Подвеска 2С25 — гидропневматическая, с изменяемым дорожным просветом. Каждый опорный каток оборудован пневматической рессорой, выполняющей роль силового цилиндра при изменении клиренса, а также функцию гидравлического амортизатора. Клиренс может изменяться от 100 до 500 мм, время изменения составляет не более 7 секунд.

### Средства десантирования

Средства доставки к месту десантирования САУ 2С25 «Спрут-СД»
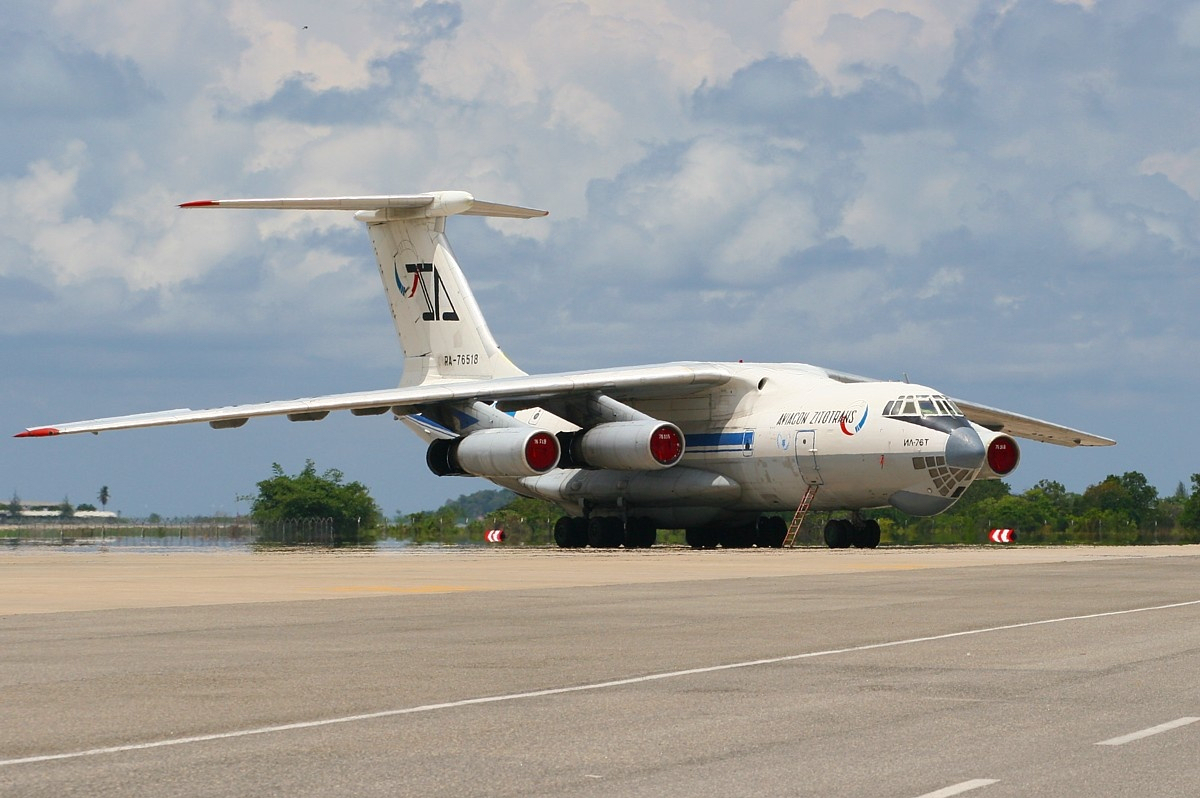
Военно-транспортный самолёт Ил-76
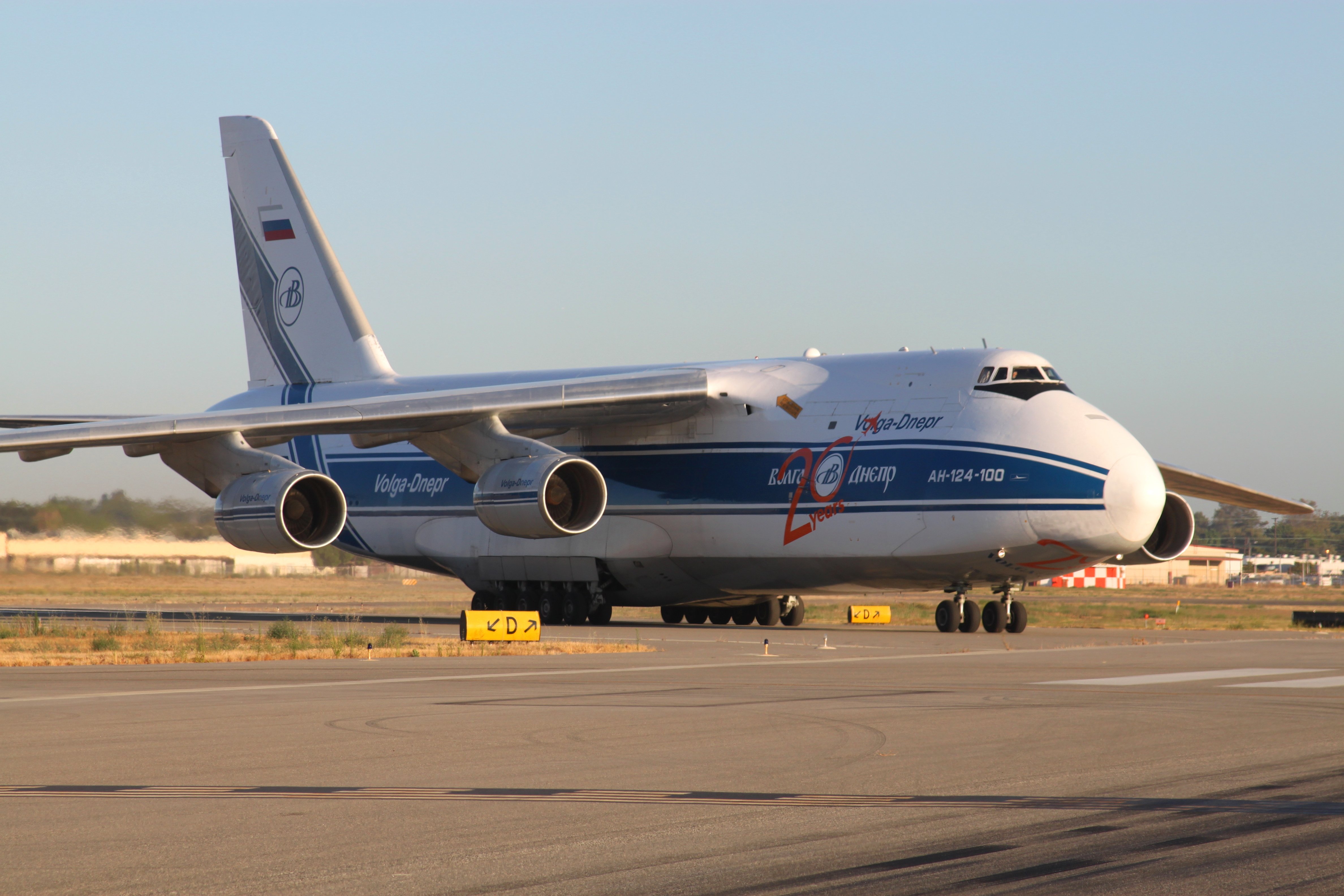
Транспортный самолёт Ан-124
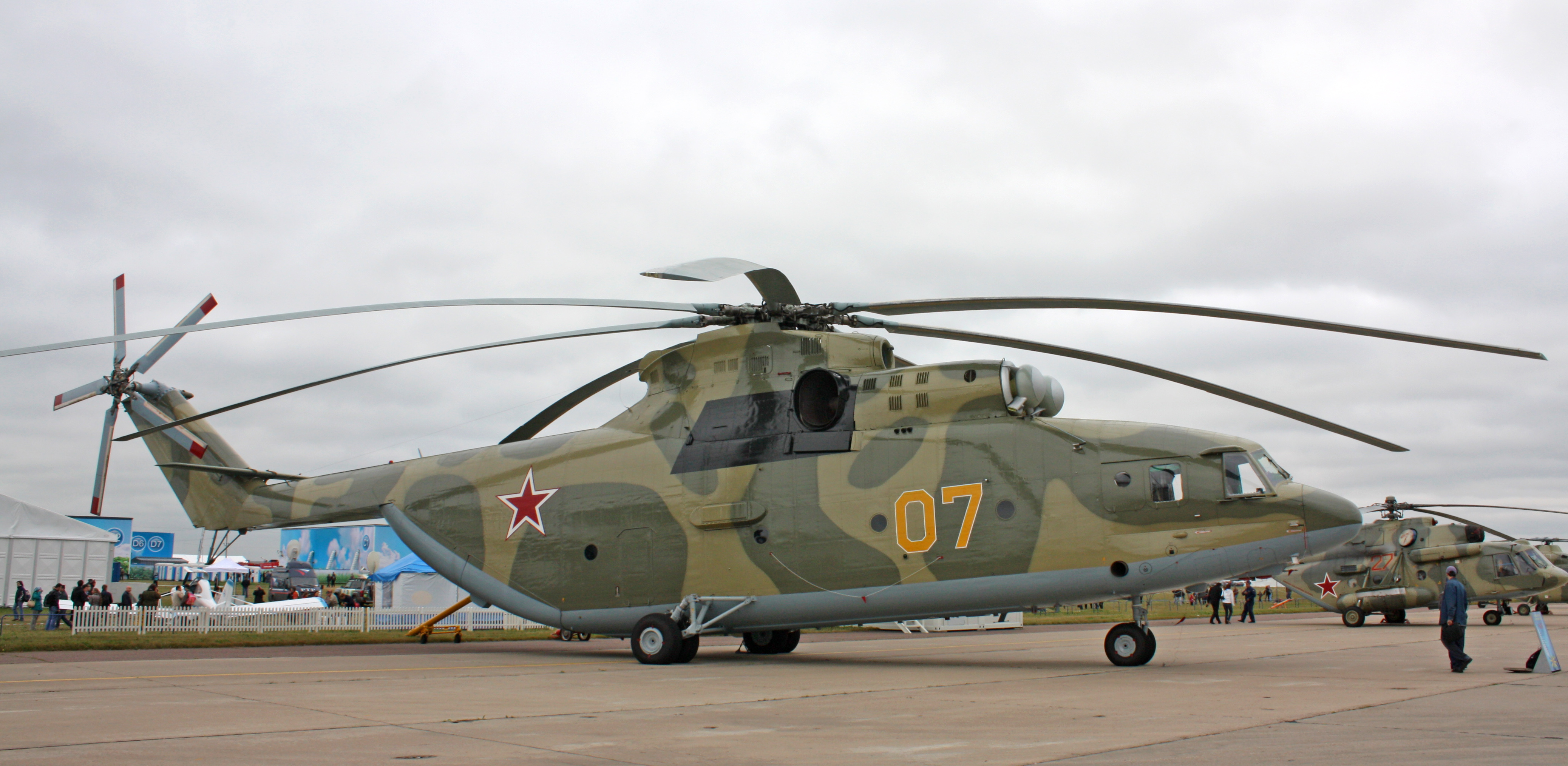
Многоцелевой транспортный вертолёт Ми-26

САУ «Спрут-СД», как и другая техника ВДВ, имеет возможность десантироваться как посадочным, так и парашютным способом с самолётов типа Ил-76 и Ан-124. Кроме того, САУ 2С25 может перевозиться на внешней подвеске транспортного вертолёта Ми-26. Десантирование парашютным способом с высот от 400 до 1500 метров осуществляется с помощью средств П260М, при этом скорость самолёта должна составлять от 300 до 380 км/ч. Средства десантирования П260М разработаны на базе средств ПБС-950, предназначенных для десантирования боевой машины десанта БМД-3. Основу П260М составляет специально разработанная четырнадцатикупольная система МКС-350-14М, общая площадь парашютов которой составляет 4800 м². Средства десантирования П260М также оборудованы системой ориентации САУ при спуске по направлению ветра, а также механизмом ускоренной расшвартовки. Общая масса средств десантирования П260М составляет от 1802 до 1902 кг; таким образом, общая масса десантируемой САУ 2С25 не превышает 20 т.

## Операторы
- Россия — более 36 единиц 2C25 по состоянию на 2024 год[30].

## Оценка машины
|                                              | ПТ-76Б  | Объект 934 | 2С25 |
| -------------------------------------------- | ------- | ---------- | ---- |
| Год принятия на вооружение                   | 1959    | отменён    | 2006 |
| Боевая масса, т                              | 14      | 17,5       | 18,0 |
| Экипаж, чел.                                 | 3       | 3          | 3    |
| Марка орудия                                 | 2А16    | 2А48       | 2А75 |
| Калибр орудия, мм                            | 76,2    | 100        | 125  |
| Начальная скорость БПС, м/с                  | 950     | 1430       | 1700 |
| Бронепробиваемость БПС на дальности 2 км, мм | 75      | 280        | 520  |
| Комплекс управляемого вооружения             | нет     | есть       | есть |
| Возможность десантирования                   | нет     | есть       | есть |
| Возимый боезапас, выстр.                     | 40      | 40         | 40   |
| Боевая скорострельность, выстр/мин           | 7       |            | 7    |
| Калибр спаренного пулемёта, мм               | 7,62    | 7,62       | 7,62 |
| Максимальная скорость по шоссе, км/ч         | 44      | 70         | 70   |
| Максимальная скорость на плаву, км/ч         | 10,2    | 10         | 9    |
| Запас хода по шоссе, км                      | 240—260 | 600        | 500  |

Несмотря на то, что самоходная пушка 2С25 относится к классу противотанковых САУ, по своим возможностям и спектру решаемых задач «Спрут-СД» является лёгким танком. Причина, по которой САУ 2С25 изначально классифицирована как противотанковая пушка, состояла в том, что заказывающим управлением опытно-конструкторских работ являлось ГРАУ, не имевшее полномочий для разработки танков. Основными представителями предыдущего поколения этого класса техники являются лёгкие танки ПТ-76Б и Объект 934. Результаты испытаний танка «Объект 934» показали, что по основным параметрам он превосходил танк ПТ-76Б как в вооружении, так и по водоходным качествам. В свою очередь САУ 2С25 сочетает в себе огневую мощь основного танка с высокими характеристиками манёвренности и проходимости лёгкого танка, что позволяет ей быть современной заменой танка ПТ-76Б в подразделениях морской пехоты и сухопутных войск. Использование же СПТП «Спрут-СД» в подразделениях ВДВ позволяет решать задачу борьбы с танками противника.
|                                                | 2С25      | M8        |
| ---------------------------------------------- | --------- | --------- |
| Годы разработки                                | 1983—2001 | 1983—1995 |
| Масса, т                                       | 18        | 17,32     |
| Марка орудия                                   | 2А75      | M35       |
| Калибр орудия, мм                              | 125       | 105       |
| Начальная скорость БПС, м/с                    | 1700      | 1501      |
| Бронепробиваемость БПС на дальности 2 км, мм   | 520       | 340       |
| Углы ВН, град.                                 | −5…+15    | −10…+20   |
| Углы ГН, град.                                 | 360       | 360       |
| Возимый боезапас, выстр.                       | 40        | 30        |
| Количество выстрелов в автомате заряжания, шт. | 22        | 21        |
| Максимальная скорость по шоссе, км/ч           | 70        | 72,42     |
| Максимальная скорость на плаву, км/ч           | 9         | —         |
| Запас хода по шоссе, км                        | 500       | 480       |

Помимо СССР, разработки по созданию лёгкого десантируемого танка для ВДВ велись также и в США. В 1985 году был создан первый опытный прототип танка под обозначением XM8. К октябрю 1995 года танк прошёл полный цикл испытаний, получил обозначение M8 и был готов к началу серийного производства, однако в 1996 году министерством обороны США было принято решение отказаться от закупок танка М8, в связи с сокращением бюджетных расходов. Танк предлагался на внешнем рынке, однако, не получил заказов, так как его возможности по авиадесантированию не требовались зарубежным покупателям, а в качестве только лёгкого танка он уступал своим аналогам, таким как «Stingray». Лёгкий танк M8 был вооружён 105-мм танковой пушкой М35, унифицированной по баллистическому решению с пушкой M68. Корпус танка, сваренный из броневых алюминиевых плит, имел несколько уровней бронирования в зависимости от предназначения. В авиадесантном варианте танк имел первый уровень бронирования с защитой от пуль и осколков и боевую массу в 17,32 т, при десантировании масса танка составляла 16,74 т за счёт разгрузки части боекомплекта и неполной заправки топливом. По сравнению с 2С25 танк M8 имел более слабое основное вооружение, меньший возимый боекомплект, не имел возможности десантироваться с полной загрузкой, а также не был способен преодолевать водные препятствия вплавь.

## Где можно увидеть
- Россия:
  - г. Рязань — в музее на территории бывшего Рязанского военного автомобильного училища, ныне Рязанское высшее воздушно-десантное командное училище.

### Сноски
1. ↑  При стрельбе с башней повёрнутой на корму угол вертикального наведения орудия составляет —3…+17°.
2. ↑  У наводчика и командира орудия.
3. ↑  Пробиваемость для подкалиберных снарядов указана при воздействии на гомогенную стальную броню на дальности 2000 м.
4. 1 2  Для снаряда 53-Бр-354Н.
5. 1 2  Для снаряда 3БМ25.
6. 1 2 3 4  Для снаряда 3БМ42.
7. ↑  Десантируемый вариант.
8. 1 2  Для снаряда M735A1.